# Blind ermittelt – Tod im Kaffeehaus
Blind ermittelt – Tod im Kaffeehaus ist ein österreichisch-deutscher Fernsehfilm der Krimireihe Blind ermittelt aus dem Jahr 2024 von David Nawrath. Die Hauptrollen spielen Philipp Hochmair und Andreas Guenther. Die Erstausstrahlung erfolgte am 22. April 2024 auf ORF 1, die deutsche Premiere fand in der ARD am 2. Mai 2024 unter dem Titel Der Wien-Krimi: Blind ermittelt – Tod im Kaffeehaus statt.

## Handlung
Der schwer verletzte Martin Scherf wird ins Krankenhaus eingeliefert und verlangt dort mit größter Mühe nach Alexander Haller, der auf schnellstem Weg von seinem Assistenten Niko Falk dort hingebracht wird, nachdem sie zuvor gemeinsam in einem sehr edlen Restaurant gegessen haben. Der Sterbende hat nur noch für wenige Worte Kraft und bittet Alex darum, dass er „sie beschützen muss und sie nicht hinschauen soll“. Alex ist zutiefst betroffen, kann mit dieser Bitte aber nichts anfangen. Er kennt Scherf schon sehr lange, da die beiden früher bei der Polizei zusammengearbeitet haben und befreundet waren, bis sich Scherf als Privatdetektiv selbstständig gemacht hat. Niko versucht unterdessen immer wieder, in Alex‘ Gefühlswelt vorzudringen, wird aber wiederholt schroff abgewiesen.
Im weiteren Verlauf wird klar, dass Scherf 13 Jahre zuvor seine Freundin Anna Ventura, eine Escort-Dame im Wiener Rotlichtmilieu, angeblich im Streit ermordet hat und nach einem Geständnis im Gefängnis war. Klaus Bollinger, ein mittlerweile pensionierter Kollege von Haller, hat damals die Ermittlungen geleitet, da sich Haller – aufgrund seiner Nähe zu Scherf – für befangen erklärt hat. Diese Ermittlungen wurden jedoch schnell eingestellt, obwohl es einige Ungereimtheiten gab, da ja ein Geständnis vorlag. Nun macht sich Haller Vorwürfe und will herausfinden, was damals wirklich geschehen ist und was dies mit dem Tod Scherfs zu tun hat. Deshalb sucht er Bollinger auf, der ihm seine Unterstützung zusichert.
Alex besucht im Rahmen seiner Ermittlungen Yara Meyer, eine Freundin von Anna Ventura. Von ihr erfährt er, dass Scherf eine dreizehnjährige Tochter hat, Luna. Alex und Niko suchen Luna auf und ihnen offenbart sich ein aggressives junges Mädchen, das sich aber – als sie die Wahrheit über ihren unschuldigen Vater erfährt – als liebenswert und einfühlsam entpuppt.
Über die Unterlagen, die Luna von ihrem Vater erhält, wird der Bezug zu Haller hergestellt und es wird klar, dass Scherf Luna durch sein falsches Geständnis schützen wollte, da er damals auf einen Erpressersumpf gestoßen ist.
Aufgrund der Bewegungsdaten von Scherfs Mobiltelefon gelangen schnell drei Wiener Kaffeehäuser in den Focus der Mordermittlungen, die alle der attraktiven Sophia Wallenberg gehören. Durch die polizeilichen Recherchen von Laura Janda und Peter Lassmann stellt sich auch heraus, dass die drei Cafés denselben Geschäftsführer haben, Harald Nusser. Dieser war zuvor der Betreiber des Escort-Services und steht nun Sophia Wallenberg nahe. Nusser hat seinen Escort-Service dazu benutzt, die Kunden zu filmen und anschließend zu erpressen. Dies hatte Scherf aufgedeckt und musste deshalb sterben.
Im weiteren Verlauf wird der Hauptverdächtige, Nusser, jedoch von Bollinger erschossen, da er Sophia für sich allein haben will. 
Alex kommt Bollinger auf die Schliche, weil Bollinger aufgrund seiner früheren Verletzung einen orthopädischen Schuh trägt und somit unterschiedliche Profile am Tatort hinterlässt. Als ihm dies klar wird, ist er mit Bollinger auf dem Weg zu Nusser, der sich angeblich auf Wallenbergs Gestüt befinden soll. Dort kommt es dann zu einer dramatischen Verfolgungsjagd, bei der Bollinger Alex durch einen nebeligen Wald jagt und ihn schließlich anschießt. Zeitgleich können Niko und Luna Bollinger niederstrecken. Hier wird nun endgültig klar, dass Bollinger die „Drecksarbeit“ für Sophia erledigt hat.
Nachdem in diesem Fall die Freundschaft zwischen Alex und Niko auf eine harte Probe gestellt wird und zu zerbrechen droht, erkennt Alex, dass Niko nicht nur das Auge, sondern auch das Herz ihrer Beziehung ist. Somit ist die Freundschaft am Ende doch noch gerettet.

## Produktion

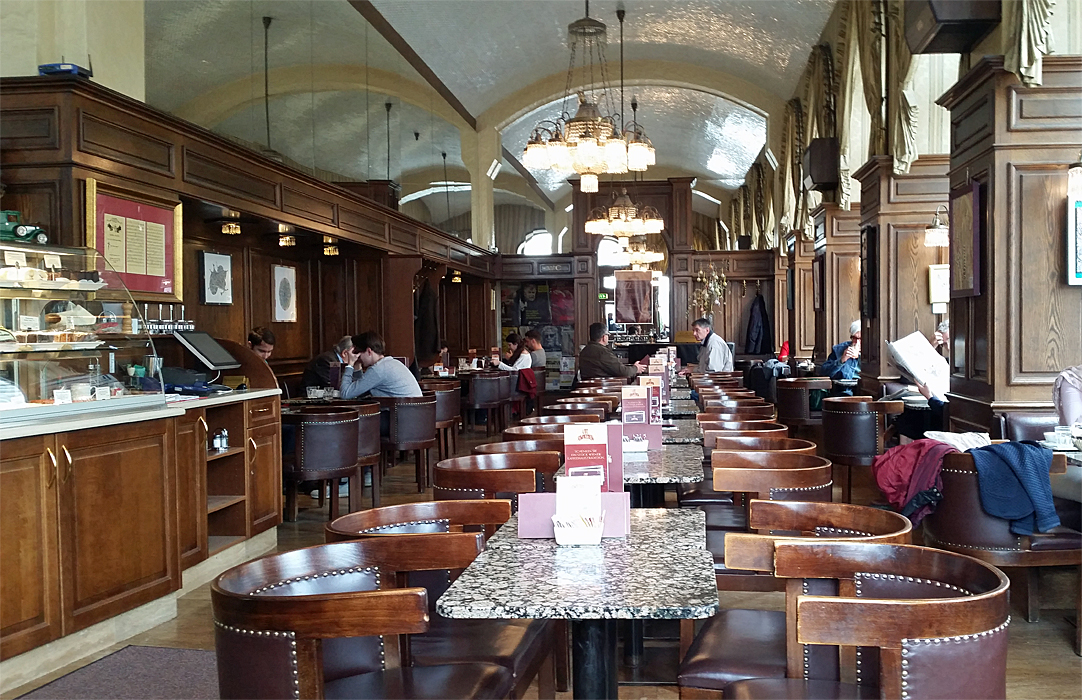
Ein Drehort war das Café Schwarzenberg.

Die Dreharbeiten fanden zusammen mit der elften Folge Tod im Palais (Totenreich) von Oktober bis Mitte Dezember 2023 in Wien und Umgebung unter dem Arbeitstitel Eine Frage der Freundschaft statt. Der Film wurde von der österreichischen Mona Filmproduktion und der deutschen Tivoli Filmproduktion unter Beteiligung des ORF und der ARD (Degeto Film) produziert und vom Filmfonds Wien unterstützt. Als Intimitätskoordinatorin fungierte Katharina Haudum.

## Rezeption

### Kritik
Tilmann P. Gangloff vergab auf tittelbach.tv 4,5 von 6 Sternen. Neben der fesselnden Handlung, die immer wieder für Überraschungen sorge, beeindrucke die sehr gut geschnittene Episode nicht zuletzt durch eine ausgezeichnete Bildgestaltung.
Oliver Armknecht bewertete die Folge auf film-rezensionen.de mit vier von zehn Punkten, diese überzeuge nur zum Teil. Der Konflikt zwischen den beiden Hauptfiguren wirke willkürlich, auch der Fall an sich sei wenig befriedigend, willkürlich und zum Teil vorhersehbar.

### Quote
Bei der Erstausstrahlung in Deutschland im Ersten sahen den Film 4,86 Millionen Zuschauer, der Marktanteil lag bei 19,2 Prozent.